# Bowie - The Video Collection
Bowie - The Video Collection is een videoalbum van de Britse muzikant David Bowie, uitgebracht in 1993. Het album bevat de meeste videoclips die Bowie tussen 1972 en 1990 maakte.

## Tracklijst
- Van de nummers "China Girl", "Loving the Alien" en "Day-In Day-Out" werd de gecensureerde versie van de video gebruikt. Van het nummer "Blue Jean" werd de korte versie van de video gebruikt. De videoclips voor "As the World Falls Down" en "Never Let Me Down" werden nooit eerder uitgebracht.
- Alle nummers bevatten het jaar waarin de videoclip is opgenomen.
- Alle nummers geschreven door Bowie, tenzij anders genoteerd.

1. 1972 - "Space Oddity"
2. 1972 - "John, I'm Only Dancing"
3. 1972 - "The Jean Genie"
4. 1973 - "Life on Mars?"
5. 1977 - "Be My Wife"
6. 1977 - ""Heroes"" (Bowie/Brian Eno)
7. 1979 - "Boys Keep Swinging" (Bowie/Eno)
8. 1979 - "Look Back in Anger" (Bowie/Eno)
9. 1979 - "DJ" (Bowie/Eno/Carlos Alomar)
10. 1980 - "Ashes to Ashes"
11. 1980 - "Fashion"
12. 1982 - "Wild Is the Wind" (Ned Washington/Dmitri Tjomkin)
13. 1983 - "Let's Dance"
14. 1983 - "China Girl" (Bowie/Iggy Pop)
15. 1983 - "Modern Love"
16. 1984 - "Blue Jean"
17. 1985 - "Loving the Alien"
18. 1985 - "Dancing in the Street" (Marvin Gaye/William "Mickey" Stevenson/Ivy Jo Hunter) (met Mick Jagger)
19. 1986 - "Absolute Beginners"
20. 1986 - "Underground"
21. 1986 - "As the World Falls Down"
22. 1987 - "Day-In Day-Out"
23. 1987 - "Time Will Crawl"
24. 1987 - "Never Let Me Down" (Bowie/Alomar)
25. 1990 - "Fame '90" (Bowie/John Lennon/Alomar)